# Otto Mønsted
Rasmus Otto Mønsted, född 23 oktober 1838, död 4 september 1916, var en dansk fabriksidkare och donator.
Mønsted var från 1865 verksam som grosshandlare i smör, spannmål och fodervaror i Århus. 1883 grundade han den första danska margarinfabriken och anlade senare liknande fabriker även i Storbritannien, på vilka han tjänade en betydande förmögenhet. Genom testamente bestämde Mønsted, att större delen av denna efter hans änkas död, vilken inträffade 1933, skulle bilda en fond, vars avkastning skulle användas till utveckling av Danmarks handel och industri.

## Utmärkelser
- Riddare av Dannebrogorden,  1900[2]
- Dannebrogsmännens hederstecken,  1913[2]

[Redigera Wikidata]